# Streptokok
Streptokokker (Streptococcus) er en slægt af bakterier med mere end 30 forskellige arter.
De findes naturligt på, i og omkring mennesker; en del af dem er årsag til sygdom.
Streptokokker er Gram-positive kokker, der ofte danner par eller kæder. De kan inddeles i Lancefieldgrupper efter immunologiske reaktioner:
- A – findes i huden og i svælget, kun én art S. pyogenes.
- B – findes i fordøjelseskanalen og kan give problemer ved fødsel, kun én art S. agalactiae.
- C – giver sjældent problemer.
- D – forskellige sygdomme. Nogle klassificeret i Enterococcus som E. faecium og E. faecalis.
De kan være årsag til blodforgiftning (sepsis), endocarditis og blindtarmsbetændelse (appendicitis).

Visse arter benyttes til syrning af mælkeprodukter som yoghurt og kefir.

## Sygdomme forårsaget af streptokokker
- Halsbetændelse (tonsilitis) – gr. A
- Barselsfeber (puerperal sepsis)
- Børnesår (impetigo)
- Rosen (erysipelas) – en hudinfektion (gr. A).
- Skarlagensfeber (scarlatina)
- Nekrotiserende fasciitis (forårsaget af S. pyogenes, populært kaldet "den kødædende bakterie")
- Neonatal streptokok infektion
- Hjernehindebetændelse (meningitis)
- Gigtfeber (febris rheumatica)
- Akut poststreptokok glomerulonefritis (APGN) – en immunologisk reaktion (gr. A streptokokker).
- Lungebetændelse (pneumoni) – S. pneumoniae (har ingen Lancefield gruppe).
- Caries – Viridans gruppen S. mutans.

## Arter
- Streptococcus agalactiae
- Streptococcus cremoris
- Streptococcus diacetilactis
- Streptococcus dysgalactiae
- Streptococcus equi
- Streptococcus faecalis (i dag Enterococcus faecalis)
- Streptococcus haemolyticus
- Streptococcus hollandicus
- Streptococcus lactis (i dag Lactococcus lactis)
- Streptococcus mutans
- Streptococcus oralis
- Streptococcus pluton
- Streptococcus pneumoniae
- Streptococcus pyogenes
- Streptococcus salivarius
- Streptococcus sanguis
- Streptococcus thermophilus
- Streptococcus zooepidemicus